# Huvudskärs fyr
Huvudskärs fyr är en fyr på Ålandsskär som är huvudön i ögruppen Huvudskär.
Den första fyren byggdes 1882 och var ett kombinerat bostads- och fyrhus i trä ritat av Gustaf Emil Höjer. Lanterninen och fyrapparaten kom ifrån Korsö fyr som avvecklades samma år.
Den nuvarande fyren i armerad betong byggdes 1931 och är 16 meter hög. Den hade en helautomatisk fyrlykta som drevs av acetylengas vilket gjorde att fyrplatsen kunde avbemannas. Det gamla huset flyttades till Näskubben vid Simpnäs i Norrtälje kommun. År 1992 byggdes fyren om, Dalén-apparaten för acetylen togs bort och ersattes av en elektrisk fyrlykta som drevs av batteri och solceller.

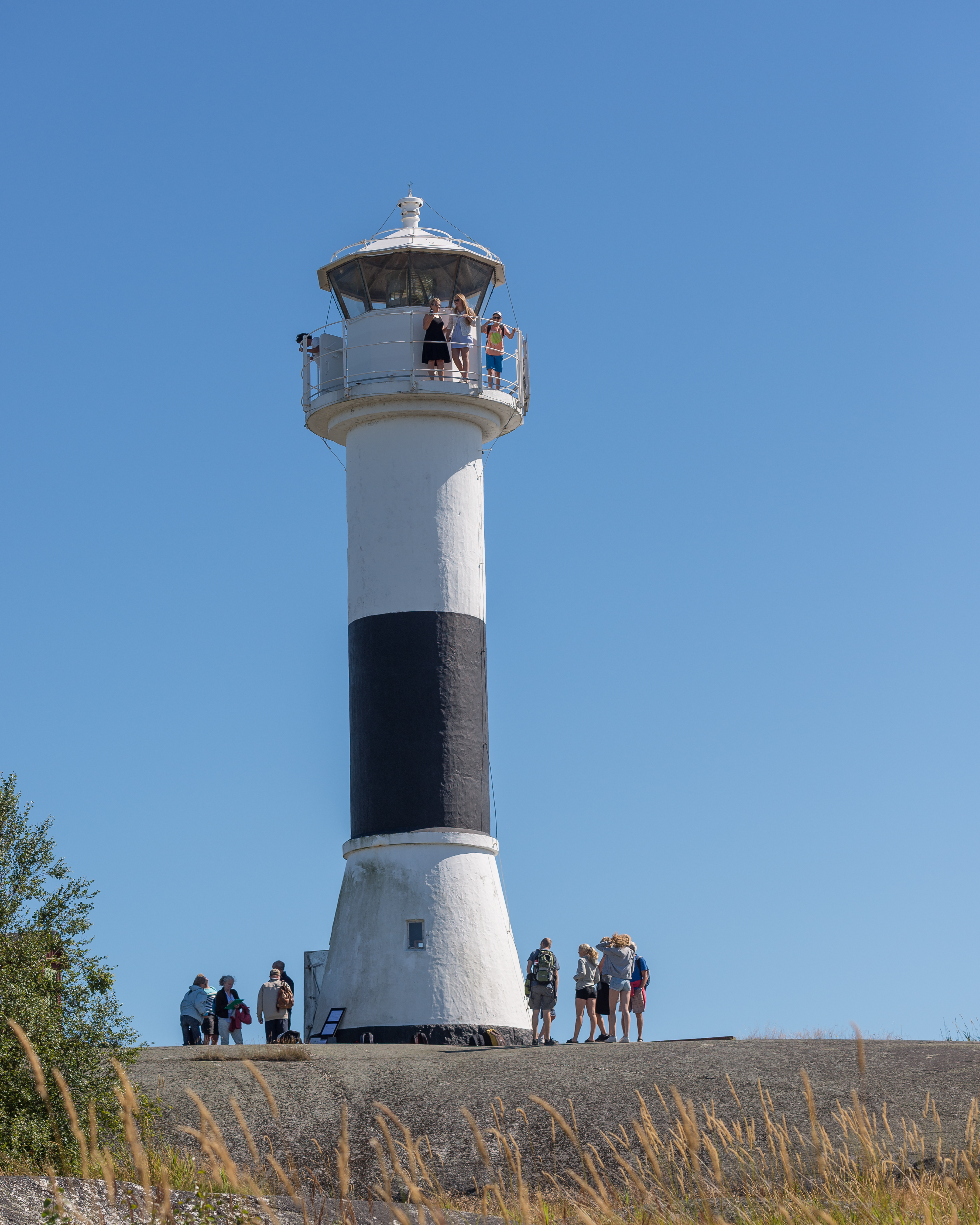
Huvudskär fyr, augusti 2015.